# Ginástica nos Jogos Olímpicos de Verão de 1976 - Solo feminino
A final feminina do solo da ginástica artística nos Jogos Olímpicos de Verão de 1976 foi realizada no Montreal Forum de Montreal, entre 18 e 23 de julho .

## Medalhistas
| Ouro   | URS Nellie Kim           |
| Prata  | URS Ludmilla Tourischeva |
| Bronze | ROU Nadia Comăneci       |

## Atletas classificadas
- URS Ludmilla Tourischeva
- URS Nellie Kim
- ROU Nadia Comăneci
- TCH Anna Pohludkova
- GDR Gitta Escher
- GDR Marion Kische

## Resultados
| Pos.              | Ginasta                  | Prelim | Final | Total  |
| ----------------- | ------------------------ | ------ | ----- | ------ |
| Medalha de ouro   | URS Nellie Kim           | 9.850  | 10.00 | 19.850 |
| Medalha de prata  | URS Ludmilla Tourischeva | 9.925  | 9.900 | 19.825 |
| Medalha de bronze | ROU Nadia Comăneci       | 9.800  | 9.950 | 19.750 |
| 4                 | TCH Anna Pohludkova      | 9.725  | 9.850 | 19.575 |
| 5                 | GDR Marion Kische        | 9.675  | 9.800 | 19.475 |
| 6                 | GDR Gitta Escher         | 9.700  | 9.750 | 19.450 |